# Castillo de Lochleven
El castillo de Lochleven es una fortaleza en ruinas en una isla del lago Leven, en el concejo de Perth and Kinross de Escocia. Probablemente construido en torno a 1300, el castillo participó en las guerras de Independencia de Escocia (1296-1357). A finales del siglo XIV fue entregado por su tío a Guillermo Douglas, I conde de Douglas, permaneciendo en manos de esta familia durante los siguientes tres siglos. María I de Escocia fue encarcelada en el mismo entre 1567 y 1568, siendo forzada a abdicar, aunque consiguió escapar con la ayuda del carcelero, por lo que entregó el título de conde de Morton en 1588. En 1675 el arquitecto William Bruce compró el castillo y lo utilizó como jardín privado, nunca volvió a utilizarse como residencia.
Actualmente se encuentra protegido y su gestión depende de Historic Environment Scotland. Su apertura al público es en verano, accediendo a la isla en ferry. 

## Historia

### Orígenes
Pudo existir un castillo en la isla desde 1257, cuando Alejandro III de Escocia, que contaba con dieciséis años, fue traído a la fuerza por sus regentes. Durante la primera guerra de Independencia de Escocia (1296-1328), el ejército invasor inglés capturó el castillo y lo nombró castillo de Lochleven; ubicado en una zona estratégica entre Edimburgo, Stirling y Perth. Parte de la fortificación actual quizás date de este período, construida por los invasores ingleses. Fue capturada por los escoceses antes de concluir el siglo XIII, quizás por William Wallace.
Las fuerzas inglesas asediaron Lochleven en 1301, aunque la guarnición fue liberada cuando el asedio terminó gracias a John Comyn. El rey Roberto I de Escocia (r. 1306-1329) visitó el castillo en 1313 y 1323, tras su fallecimiento, los ingleses lo asediaron de nuevo en 1335 apoyando al pretendiente Eduardo de Balliol. Según una crónica de John de Fordun del siglo XIV, los ingleses intentaron inundar el castillo construyendo una presa en la salida de agua del lago; el nivel del agua aumentó, aunque tras un mes, el capitán de las fuerzas inglesas, John de Stirling, abandonó la zona para asistir al festival de Santa Margarita de Escocia, y los defensores, liderados por Alan de Vipont, aprovecharon su ausencia para salir del castillo durante la noche y destruir la presa, inundando el campamento inglés. Sin embargo, algunos historiadores posteriores han dudado de la veracidad de esta fuente.
El castillo de Lochleven se fortificó en el siglo XIV o a comienzos del XV con el añadido de una torre de cinco plantas. Según Historic Scotland, se construyó en el siglo XIV, convirtiéndola en una de las torres habitadas más antiguas de Escocia que sobrevive en la actualidad. En 1390, el rey Roberto II (r. 1371-1390) entregó la fortaleza a Enrique Douglas, el marido de su sobrina Marjory. A comienzos del siglo XIV, también se utilizó como prisión estatal, donde fueron encarcelados varios nobles relevantes, incluyendo a Roberto II en 1369, antes de ser coronado, Archibald Douglas, V conde de Douglas, y Patrick Graham, arzobispo de St Andrews, en 1478.

### Prisión de María Estuardo

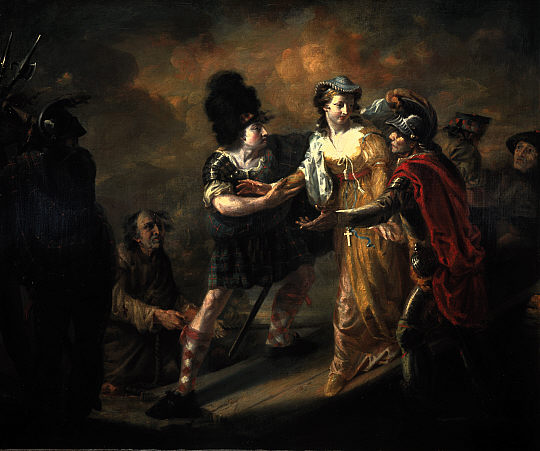
María, reina de Escocia, escapando del castillo de Lochleven. William Craig Shirreff, 1805.

María I de Escocia (r. 1542-1567) habitó Lochleven durante una semana en mayo de 1562 para recuperarse tras caer de su caballo cuando cabalgaba desde el palacio de Falkland. En 1565 visitó Lochleven de nuevo como invitada de William Douglas de Lochleven y mantuvo una audiencia con el predicador calvinista John Knox.
Dos años más tarde, María regresó a Lochleven como prisionera. Estuvo retenida entre el 17 de junio de 1567 hasta su huida el 2 de mayo de 1568, tras la batalla de Carberry Hill dos días antes, cuando se rindió ante sus nobles, quienes se oponían a su matrimonio con el conde de Bothwell. William Douglas de Lochleven estuvo a cargo de su custodia y la mayoría de su cautiverio habitó la torre Glassin, construida a comienzos del siglo XVI, en la esquina suroriental del castillo. Además de William Douglas, el castillo estaba habitado por su madre Margaret Douglas, su hermano George y Willie. María escribió posteriormente que entre sus sirvientes en Lochleven se incluían dos mujeres, un cocinero y un cirujano.
María cayó enferma a su llegada, pudiendo haber sido envenenada, y en algún momento antes de 24 de julio abortó a dos gemelos que había concebido con Bothwell; fueron enterrados en los terrenos. Unos días más tarde fue obligada a abdicar como reina de Escocia en beneficio de su hijo menor Jacobo VI. María se recuperó entre otoño e invierno y convenció gradualmente a George Douglas para que apoyara su causa. María intentó escapar en múltiples ocasiones; una vez abandonó el castillo haciéndose pasar por lavandera, aunque el barquero la reconoció y la devolvió al castillo. En otro momento planeó escalar un muro de 2,1 metros, aunque una de sus criadas se hizo daño al intentarlo. La noche que finalmente consiguió escapar, se vistió de sirvienta, Willie Douglas robó las llaves y Marie Courcelles la dejó salir del castillo. Montada en una barca, George Douglas la esperaba con 200 jinetes y huyeron al castillo de Hiddry en Lothian. Tres días más tarde, su cocinero francés Estienne Hauet y su esposa Elles Boug recogieron sus telas y vestidos y se las enviaron a María en un cofre.
Thomas Percy, VII conde de Northumberland también fue encarcelado en Lochleven durante dos años tras haber ofendido a Isabel I de Inglaterra, regresando a Inglaterra para su ejecución. En 1588 William Douglas se convirtió en VI conde de Morton, heredando otras propiedades, por lo que el castillo de Lochleven fue habitado con menor frecuencia.

### Abandono

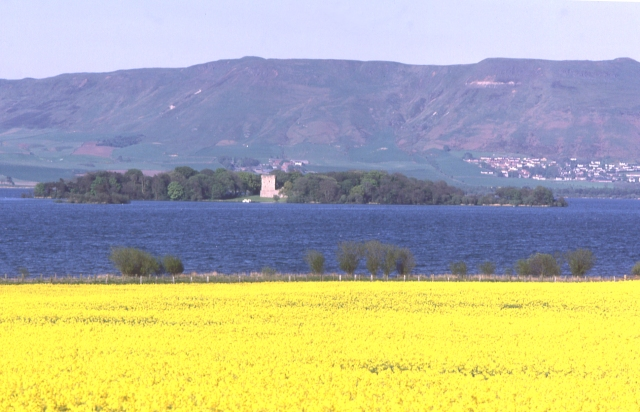
Vista de campos de colza con el castillo de fondo.

En 1675 Lochleven fue adquirido por William Bruce, arquitecto real en Escocia. Bruce construyó cerca del castillo la Casa Kinross en la ribera desde 1686, alineando el eje principal de la casa y el jardín con el distante castillo. Kinross se convirtió en uno de los primeros edificios de estilo clásico erigidos en Escocia. El castillo de Lochleven no volvió a utilizarse como residencia, aunque fue conservado por Bruce como una panorámica para sus jardines.
El castillo de Lochleven se encontraba en ruinas en el siglo XVIII, aunque se eliminaron deshechos en 1840. Los terrenos fueron adquiridos por la familia Graham en el siglo XVIII y, un siglo más tarde, por los Montgomerys, quienes no habitan la Casa Kinross. La fortaleza fue transferida al estado en 1939 y actualmente es gestionada por Historic Environment Scotland. Se puede visitar durante el verano, cuando un pequeño ferry desde Kinross hace la ruta.